# Void Runner
Void Runner (ook wel Voidrunner) is een computerspel dat werd ontwikkeld door Llamasoft en werd uitgegeven door Mastertronic. Het spel kwam in 1987 uit voor verschillende homecomputers. De speler moet een slang die van boven naar beneden over het scherm zigzagt neerschieten.

## Platforms
- Commodore 64 (1987)
- MSX (1987)
- ZX Spectrum (1987)

## Ontvangst
| Beoordeeld door                | Jaar | Platform     | Score |
| ------------------------------ | ---- | ------------ | ----- |
| ZZap!64                        | 1987 | Commodore 64 | 85%   |
| ASM (Aktueller Software Markt) | 1987 | Commodore 64 | 10%   |